# (456938) 2007 YV56
2007 واي في 56 (ويعرف أيضًا باسم (456938) 2007 واي في 56 وفق تسمية الكوكب الصغير) (بالإنجليزية: 2007 YV56)‏ هو كويكب ضمن حزام الكويكبات؛ وترتيبه 456938 من حيث الاكتشاف.
اكتُشف هذا الجُرم الفلكي بواسطة ماسح السماء كاتالينا في 31 ديسمبر 2007.

## وصلات خارجية
- (456938) 2007 YV56 في قاعدة بيانات مختبر الدفع النفاث لأجرام النظام الشمسي الصغيرة

- الاكتشاف · مخطط المدار ·  العناصر المدارية · المعلمات المادية

- (456938) 2007 YV56 على موقع ويكي سكاي: DSS2, SDSS, GALEX, IRAS, Hydrogen α, X-Ray, Astrophoto, Sky Map, Articles and images